# Alberto Cavalcanti
Alberto Cavalcanti, Alberto de Almeida Cavalcanti, född 6 februari 1897 i Rio de Janeiro i Brasilien, död 23 augusti 1982 i Paris i Frankrike, var en brasiliansk regissör och filmproducent. Han kom till Europa 1913 efter att ha studerat arkitektur och juridik i Rio. Cavalcanti är kanske den filmare som har haft flest funktioner i olika typer av filmer: regissör, filmproducent, scenograf, manusskrivare, filmklippare och ljudtekniker. 

## Filmer regisserade av Cavalcanti

### Frankrike
- 1926 Rien que les heures
- 1927 Le train sans yeux
- 1927 La p'tite Lilie
- 1927 En rade
- 1927 Yvette
- 1928 La jalousie du barbouille
- 1928 La capitaine Fracasse
- 1929 Le petit chaperon rouge
- 1929 Vous verrez la semaine prochaine
- 1930 Toute sa vie
- 1930 A canção do berço
- 1930 À mi-chemin du ciel
- 1930 Les vacances du diable
- 1931 Dans une ile perdue
- 1932 En lisant le journal
- 1932 Le jour du frotteur
- 1932 Revue Montmartroise
- 1932 Nous ne ferrons jamais du cinéma
- 1932 Le truc du brésilien
- 1933 Le mari garon
- 1933 Plaisirs défendus
- 1933 Coralie et Cie
- 1933 Tour de chant

### GPO &Crown Film Units
- 1934 Pett and Pott: A fairy story of the suburbs
- 1934 The glorious Sixth of June: New rates
- 1935 Coalface
- 1936 Message from Geneva
- 1937 Line to Tcherva Hut
- 1937 Men of the Alps
- 1937 We live in two worlds
- 1937 Who writes to Switzerland?
- 1937 Four barriers
- 1938 Mony a pickle
- 1938 Happy in the morning: A film fantasy
- 1939 Mid-summer day's work
- 1939 The Chiltern country
- 1940 Alice in Switzerland
- 1940 La cause commune
- 1940 Factory front
- 1940 Mastery of the sea

### England
- 1941 Yellow Caesar
- 1942 Went the Day Well?
- 1943 Watertight
- 1944 Champagne Charlie
- 1945 Skuggor i natten
- 1947 Nicholas Nickleby
- 1947 They Made Me a Fugitive
- 1947 The First Gentleman
- 1949 For Them That Trespass
- 1961 The monster of Highgate Ponds

### Brasilien och övrigt
- 1950 Caiçara
- 1952 Simão, o caolho
- 1952 O Canto do Mar
- 1955 Mulher de verdade
- 1955 Herr Puntila und sein Knecht Matti
- 1957 Die Windrose
- 1959 La prima notte
- 1961 The monster of Highgate Ponds
- 1967 Thus Spoke Theodore Herzl
- 1969 Les empailles
- 1971 La visite de la vieille dame
- 1976 Le voyageur du silence
- 1976 Um homem e o cinema

## England 1934–1949
- 1934

Windmills in Barbados, regi: Basil Wright
Cavalcanti kom till Empire Marketing Board (EMB) under ledning av John Grierson och fungerade i början som sound supervisor och förnyade ljudets användning i dokumentärfilmen. Man arbetade på varandras filmer utan att det nämndes särskilt i produktionsuppgifterna.
Granton trawler, regi: Edgar Anstey
Song of Ceylon, regi: Wright
Pett and Pott
Cavalcantis första film i England som regissör, även manus och klippning. Art direction: Humphrey Jennings
New rates
- 1935

Book bargain, regi: Norman MacLaren
I fortsättningen producerade Cavalcanti en stor mängd filmer. Om ingen regissör anges nedan är det Cavalcanti som regisserat.
Big money, regi: Harry Watt, Pat Jackson
- 1936

Coal face
musik: Benjamin Britten
Men of the Alps
Message from Geneva
Rainbow dance, regi: Len Lye
Night mail, regi: Basil Wright, Harry Watt
musik: Benjamin Britten
Calendar of the year, regi: Evelyn Spice
- 1937

Line to the Tschierva hut
musik: Benjamin Britten
We live in two worlds
Who writes to Switzerland
The saving of Bill Blewitt, regi: Harry Watt
Roadways, regi: William Coldstream, Stuart Legg
- 1938

Four barriers
The Chiltern country
N. or N.W., regi: Len Lye
North Sea, regi: Harry Watt
sound supervisor och producent
Distress call
förkortad, stum version av North Sea
Many a pickle, regi: Norman McLaren
Happy in the morning, regi: Pat Jackson
- 1939

A midsummer day’s work
musik: Grieg
Alice in Switzerland
The city, regi: Ralph Elton
Men in danger, regi: Pat Jackson
Spare time, regi: Humphrey Jennings
Health of a nation/Forty million people, regi: John Monck
Speaking from America, regi: Jennings
Spring offensive, regi: Jennings
The first days, regi: Watt, Jennings, Jackson
- 1940

Men of the lightship, regi: David Macdonald
Squadron 992, regi: Watt
La cause commune
Factory front
engelsk version av La cause commune
Yellow Cesar
- 1941

Young veteran/?The young veterans
Mastery of the sea
Guests of honour, regi: Pitt
The big blockade, regi: Charles Frend
med: Will Hay, Michael Redgrave
Merchant seamen, regi: J.B. Holmes
The foreman went to France, regi: Frend
Find, fix and strike, regi: Compton Bennett
- 1942

Went the day well?
efter berättelse av Graham Greene
Film and reality
Greek testament, regi: Charles Hasse
- 1943

Watertight
- 1944

Champagne Charlie
The halfway house, regi: Basil Dearden
- 1945

Dead of night / Skuggor i natten (episodfilm) – regi: Clarke/Hamer/Dearden/Crichton/Cavalcanti
Cavalcanti regisserade buktalarepisoden.
- 1947

Nicholas Nickleby
They made me a fugitive
- 1948

The first gentleman
- 1949

For them that trespass

## Brasilien och Europa
Cavalcanti återvände till Brasilien för att försöka bygga upp en nationell filmkonst, men efter stora svårigheter gav han upp och återvände till Europa.
- 1950

Caicara, regi: Adolf Celi
- 1951

Terra sempere terra, regi: Tom Payne
Painel, regi: Lima Barreto
Santuario, regi: Barreto
- 1952

Simao o caolho
Volta reconda, regi: John Waterhouse
- 1953

O canto do mar
nyinspelning av En rade
- 1954

Mulher de verdade
- 1955

Herr Puntila und sein Knecht Matti
inspelad i Österrike efter Bertolt Brechts pjäs. – musik: Hanns Eisler
- 1956

Die Windrose, regi: Bellon, Gerasimov, Kuo-Yin, Pontecorvo, Viany
Cavalcanti regisserade prologen och var supervisor för hela filmen, inspelad i DDR.
- 1958

La prima notte
inspelad i Italien med Vittorio De Sica, Claudia Cardinale
- 1961

The monster of Highgate Pond
inspelad i England
- 1967

The story of Israel: Thus spake Theodor Herzl
- 1976

Um homem e o cinema
inspelad i Brasilien